# Schéma du canal des Vosges
Cette page est une annexe de l'article « Canal des Vosges ».

## Profil
Pour des raisons techniques, il est temporairement impossible d'afficher le graphique qui aurait dû être présenté ici.

(1) altitudes aux écluses dans le référentiel NGF Lallemand (1) Nivellement général de la France

## Tracé
| GRZq | GRZq | uSTR+GRZq | GRZq | GRZq |

| leer | REq | uLock3 | REq | leer |

| leer | leer | uFABZgr+r | leer | leer |

| leer | leer | uSTR | leer | leer |

| leer | REq | uSKRZ-Eu | REq | leer |

| leer | leer | uWEIRr | WASSER+r | leer |

| leer | RAq | uSKRZ-Au | RAoW1q | leer |

| leer | leer | uLock3 | WASSER | leer |

| leer | leer | uFKRZ | ueABZqr+r | uSTRq+GRZ |

| leer | leer | uSTR | WASSER | leer |

| leer | leer | uWHRF | WASSER | leer |

| leer | REq | uSKRZ-Eu | RAoW1q | leer |

| leer | RAq | uSKRZ-Au | RAoW1q | leer |

| leer | REq | uSKRZ-Eu | uxWEIRg | leer |

| leer | leer | uLock3 | WASSER | leer |

| leer | leer | uWEIRr | WASSERr | leer |

| leer | leer | uSTR | leer | leer |

| leer | WASSER+l | ueABZgr | leer | leer |

| leer | WASSER | uLock3 | leer | leer |

| leer | WASSER | uSTR | leer | leer |

| leer | WASSER | uLock3 | leer | leer |

| leer | WASSER | uSTR | leer | leer |

| leer | WASSERl | uexhKRZWae | WASSERq | WASSER+r |

| uexCONTgq | WASSERq | uexhKRZWae | WFALLgq | WABZql |

| leer | RAq | uSKRZ-Au | RAq | leer |

| leer | RAq | uSKRZ-Au | RAq | leer |

| leer | leer | uLock3 | leer | leer |

| leer | leer | uSTR | leer | leer |

| leer | REq | uLock3 | REq | leer |

| leer | leer | uSTR | leer | leer |

| leer | leer | uLock3 | leer | leer |

| leer | leer | uSTR | leer | leer |

| leer | leer | uFABZgr+r | leer | leer |

| leer | leer | uSTR | leer | leer |

| leer | WASSER+l | uWEIRl | leer | leer |

| leer | RAoW1q | uSKRZ-Au | RAq | leer |

| leer | WASSER | uLock3 | leer | leer |

| leer | WASSER | uddSTRr | BUILDING | leer |

| leer | WASSER | uLock3 | leer | leer |

| leer | WASSER | uSTR | leer | leer |

| leer | WASSERl | uWEIRl | leer | leer |

| leer | leer | uWEIRr | WASSER+r | leer |

| leer | leer | uLock3 | WASSER | leer |

| leer | leer | uSTR | WASSER | leer |

| leer | leer | uLock3 | WASSER | leer |

| leer | leer | uSTR | WWEIRf | leer |

| leer | leer | uSTR | leer | leer |

| leer | leer | uFABZgr+r | leer | leer |

| leer | leer | uLock3 | leer | leer |

| leer | leer | uSTR | leer | leer |

| leer | REq | uSKRZ-Eu | REq | leer |

| leer | leer | uLock3 | leer | leer |

| GRZq | GRZq | uSTR+GRZq | GRZq | GRZq |

| leer | leer | uSTR | leer | leer |

| leer | REq | uSKRZ-Eu | REq | leer |

| leer | leer | uLock3 | leer | leer |

| leer | leer | uSTR | leer | leer |

| leer | leer | uLock3 | leer | leer |

| leer | leer | uSTR | leer | leer |

| leer | leer | uFABZgr+r | leer | leer |

| leer | WASSER+l | uWEIRl | leer | leer |

| leer | WASSER | uLock3 | leer | leer |

| leer | WABZgl | ueABZg+lr | WASSER+r | leer |

| RAq | RAoW1q | uddSTRl | RAoW1q | RAq |

| leer | WASSER | uLock3 | WASSER | leer |

| leer | WASSERl | uhKRZWae | WABZqr | WFALLgq |

| leer | leer | uSTR | leer | leer |

| leer | REq | uLock3 | REq | leer |

| leer | leer | uSTR | leer | leer |

| leer | RAq | uSKRZ-Au | RAq | leer |

| leer | STRq | umKRZu | STRq | leer |

| leer | leer | uLock3 | leer | leer |

| leer | leer | uSTR | leer | leer |

| leer | leer | uWEIRr | WASSER+r | leer |

| leer | leer | uLock3 | WABZgr | leer |

| leer | leer | uSTR | WWEIRf | leer |

| leer | leer | uSTR | WCONTf | leer |

| leer | leer | uLock3 | leer | leer |

| leer | WASSER+l | uexhKRZWae | WASSERq | WCONTfq |

| leer | leer | uSTR | leer | leer |

| leer | RAq | uSKRZ-Au | RAq | leer |

| leer | leer | uLock3 | leer | leer |

| leer | leer | uSTR | leer | leer |

| leer | leer | uWHRF | leer | leer |

| leer | STRq | uLock3 | STRq | leer |

| leer | leer | uSTR | leer | leer |

| leer | leer | uLock3 | leer | leer |

| leer | leer | uSTR | leer | leer |

| leer | REq | uLock3 | REq | leer |

| leer | leer | uSTR | leer | leer |

| leer | leer | uddSTRr | leer | leer |

| leer | REq | uLock3 | REq | leer |

| leer | leer | uSTR | leer | leer |

| leer | REq | uLock3 | REq | leer |

| leer | leer | uWEIRr | WASSER+r | leer |

| leer | leer | uSTR | WASSER | leer |

| leer | RAq | uSKRZ-Au | RAoW1q | leer |

| leer | leer | uddSTRr | WASSER | leer |

| leer | RAq | uSKRZ-Au | RAoW1q | leer |

| leer | leer | uLock3 | WASSER | leer |

| leer | leer | uSTR | WASSER | leer |

| leer | leer | uSTR | WWEIRf | leer |

| leer | REq | uLock3 | REq | leer |

| leer | leer | uSTR | leer | leer |

| leer | RAq | uSKRZ-Au | RAq | leer |

| leer | leer | uddSTRr | leer | leer |

| leer | leer | uFABZgl+l | leer | leer |

| leer | leer | uLock3 | leer | leer |

| leer | leer | uSTR | leer | leer |

| leer | REq | uLock3 | REq | leer |

| leer | leer | uSTR | leer | leer |

| leer | RAq | uSKRZ-Au | RAq | leer |

| leer | leer | uLOCKSd | WCONTg | leer |

| leer | leer | uSTR | WASSER | leer |

| leer | leer | uFKRZ | uhKRZWaq | uSTR+r |

| leer | leer | uSTR3 | WABZgl | ueABZgr |

| leer | uSTR+1 | leer | WWEIRf | uMARINAg |

| leer | uFABZgl+l | WASSERq | WABZq+l | WCONTfq |

| leer | uFABZgl+l | WASSERq | uexRESVGl | leer |

| leer | uSTR2 | leer | leer | leer |

| leer | leer | uSTR+4 | leer | leer |

| leer | RAq | uSKRZ-Au | RAq | leer |

| leer | leer | uLock3 | leer | leer |

| leer | leer | uSTR | leer | leer |

| leer | leer | uWHRF | leer | leer |

| leer | leer | uLock3 | leer | leer |

| leer | RAq | uSKRZ-Au | RAq | leer |

| leer | leer | uSTR | leer | leer |

| leer | leer | uLock3 | leer | leer |

| leer | leer | uSTR | leer | leer |

| leer | leer | uLock3 | leer | leer |

| leer | leer | uSTR | leer | leer |

| leer | REq | uLock3 | REq | leer |

| leer | leer | uSTR | leer | leer |

| leer | leer | uLock3 | leer | leer |

| leer | leer | uWEIRr | WASSERq | WFALLfq |

| leer | leer | uSTR | leer | leer |

| leer | leer | uLock3 | leer | leer |

| leer | leer | uSTR | leer | leer |

| leer | leer | uLock3 | leer | leer |

| leer | leer | uWHRF | leer | leer |

| leer | leer | uSTR | leer | leer |

| leer | leer | uLock3 | leer | leer |

| leer | leer | uSTR | leer | leer |

| leer | leer | uLock3 | leer | leer |

| leer | leer | uSTR | leer | leer |

| leer | leer | uLock3 | leer | leer |

| leer | leer | uSTR | leer | leer |

| leer | leer | uLock3 | leer | leer |

| leer | leer | uSTR | leer | leer |

| leer | leer | uLock3 | leer | leer |

| leer | RAq | uSKRZ-Au | RAq | leer |

| leer | leer | uSTR | leer | leer |

| leer | leer | uHST | leer | leer |

| leer | leer | uLock3 | leer | leer |

| leer | leer | uSTR | leer | leer |

| leer | leer | uLock3 | leer | leer |

| leer | WASSER+l | ueABZglr | WASSERq | WFALLfq |

| leer | WASSER | uSTR | leer | leer |

| leer | WASSER | uLock3 | leer | leer |

| leer | WTUNNEL2q | uSKRZ-Au | RAq | leer |

| leer | WASSERl | ueFABZgr+r | leer | leer |

| leer | leer | uLock3 | leer | leer |

| leer | leer | uSTR | leer | leer |

| leer | leer | uLock3 | leer | leer |

| leer | RAq | uSKRZ-Au | RAq | leer |

| leer | leer | uddSTRl | leer | leer |

| leer | leer | uSTR | leer | leer |

| leer | leer | uLock3 | leer | leer |

| leer | leer | uWEIRr | WASSERq | WFALLfq |

| leer | leer | uSTR | leer | leer |

| leer | leer | uLock3 | leer | leer |

| leer | leer | uSTR | leer | leer |

| leer | leer | uLock3 | leer | leer |

| leer | leer | uSTR | leer | leer |

| leer | leer | uLock3 | leer | leer |

| leer | leer | uSTR | leer | leer |

| leer | leer | uLock3 | leer | leer |

| leer | leer | uddSTRl | leer | leer |

| WFALLgq | WABZqr | uSTRo | WASSERq | WABZg+r |

| leer | leer | uSTR | leer | leer |

| leer | leer | uLock3 | leer | leer |

| leer | leer | uSTR | leer | leer |

| leer | leer | uLock3 | leer | leer |

| leer | leer | uSTR | leer | leer |

| leer | leer | uLock3 | leer | leer |

| leer | leer | uSTR | leer | leer |

| leer | leer | uLock3 | leer | leer |

| leer | leer | uSTR | leer | leer |

| leer | leer | uLock3 | leer | leer |

| leer | leer | uSTR | leer | leer |

| leer | RAq | uSKRZ-Au | RAq | leer |

| leer | BUILDING | uddSTRl | leer | leer |

| leer | leer | uLock3 | leer | leer |

| leer | leer | uSTR | leer | leer |

| leer | leer | uLock3 | leer | leer |

| leer | leer | uSTR | leer | leer |

| leer | leer | uLock3 | leer | leer |

| leer | leer | uSTR | leer | leer |

| leer | leer | uLock3 | leer | leer |

| leer | leer | uSTR | leer | leer |

| leer | leer | uLock3 | leer | leer |

| leer | leer | uSTR | leer | leer |

| leer | leer | uLock3 | leer | leer |

| leer | leer | uSTR | leer | leer |

| leer | leer | uWHRF | BUILDING | leer |

| leer | REq | uSKRZ-Eu | REq | leer |

| leer | leer | uLock3 | leer | leer |

| leer | leer | uSTR | leer | leer |

| leer | REq | uSKRZ-Eu | REq | leer |

| leer | RAq | uSKRZ-Au | RAq | leer |

| leer | leer | uLock3 | leer | leer |

| leer | leer | uWEIRr | WASSERq | WFALLfq |

| leer | leer | uSTR | leer | leer |

| leer | leer | uLock3 | leer | leer |

| GRZq | GRZq | uSTR+GRZq | GRZq | GRZq |

| leer | leer | uSTR | leer | leer |

| leer | leer | uLock3 | leer | leer |

| leer | leer | uSTR | leer | leer |

| leer | RAq | uSKRZ-Au | RAq | leer |

| leer | leer | uWHRF | leer | leer |

| leer | leer | uLock3 | leer | leer |

| leer | leer | uSTR | leer | leer |

| leer | leer | uLock3 | leer | leer |

| leer | leer | uSTR | leer | leer |

| leer | leer | uLock3 | leer | leer |

| leer | leer | uSTR | leer | leer |

| leer | RAq | uSKRZ-Au | RAq | leer |

| leer | leer | uLock3 | leer | leer |

| leer | leer | uWHRF | leer | leer |

| leer | leer | uSTR | leer | leer |

| leer | leer | uLock3 | leer | leer |

| leer | leer | uSTR | leer | leer |

| leer | leer | uLock3 | leer | leer |

| leer | RAq | uSKRZ-Au | RAq | leer |

| leer | leer | uSTR | leer | leer |

| leer | leer | uLock3 | leer | leer |

| leer | leer | uSTR | leer | leer |

| leer | RAq | uSKRZ-Au | RAq | leer |

| leer | uMARINAr | uFABZgr+r | leer | leer |

| leer | leer | uLock3 | leer | leer |

| leer | leer | uSTR | leer | leer |

| GRZq | GRZq | uSTR+GRZq | GRZq | GRZq |

Légende du Schéma
| Légende                          | PK     | Désignation                        | Désignation                             |      |
| -------------------------------- | ------ | ---------------------------------- | --------------------------------------- | ---- |
|                                  |        |                                    |                                         |      |
| leer · REq · uLock3 · REq · leer | 00.000 | Écluse n° XX de .....Versant ..... | Écluse avec pont sur tête amont ou aval |      |
| leer                             | REq    | uLock3                             | REq                                     | leer |

## Sources
- Direction générale des chemins de fer et des routes., Guide officiel de la navigation intérieure : avec itinéraires graphiques des principales lignes de navigation et carte générale des voies navigables de la France : (5e édition, revue et augmentée) / dressé par les soins du ministère des Travaux publics (Direction des routes, de la navigation et des mines), vol. 1, Paris, Baudry et Cie (Paris), 1891, 586 p. (lire en ligne), p. 376 et suite.
- Géoportail (dont ses anciennes cartes et photographies aériennes) et/ou OpenStreetMap, pour divers points de détails.
- Le site de la Direction territoriale de VNF Nord -Est[1]